# Fascia thoracica externa

Die Fascia thoracica externa würde auf diesem Bild zwischen dem Musculus intercostalis externus (external intercostal muscle) und dem dargestellten Unterhautfettgewebe (subcutanus fat), am Musculus intercostalis externus liegen.

Die Fascia thoracica externa ist ein Abschnitt der Oberflächenfaszie und bedeckt den Musculus intercostalis externus und das Periost der Rippen als Faszie ventral (vorne, außen). Die Ursprünge des Musculus pectoralis major, des Musculus pectoralis minor, des Musculus serratus anterior und des Musculus obliquus externus abdominis durchbrechen diese Faszie. Bauchseitig geht die Fascia thoracica externa nahtlos in die Fascia abdominis superficialis über.